# Fournet-Blancheroche
Fournet-Blancheroche – miejscowość i gmina we Francji, w regionie Burgundia-Franche-Comté, w departamencie Doubs.
Według danych na rok 1990 gminę zamieszkiwały 224 osoby, a gęstość zaludnienia wynosiła 17 osób/km² (wśród 1786 gmin Franche-Comté Fournet-Blancheroche plasuje się na 523. miejscu pod względem liczby ludności, natomiast pod względem powierzchni na miejscu 278.).